# Galdrastafir

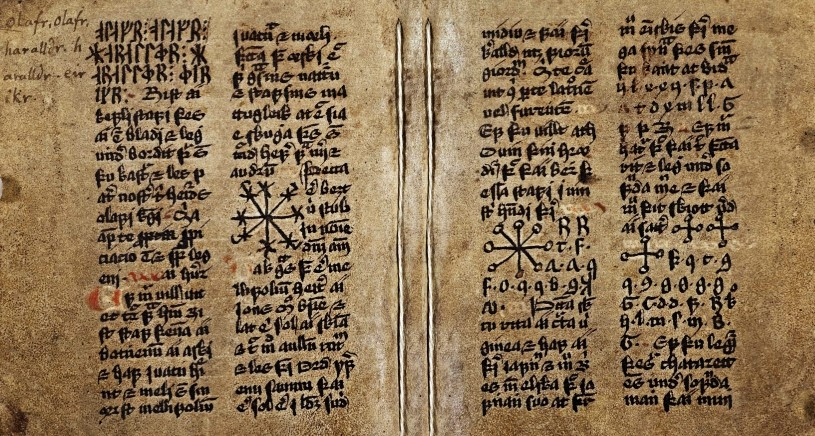
Lækningakver-Manuskript von etwa 1500 – älteste erhaltene Handschrift mit Galdrastafir

Galdrastafir (isländisch Plural von galdrastafur: „Zauberstäbe“, „Zauberzeichen“) sind alte isländische magische Zeichen. Sie sind durch etwa 20 isländische handschriftliche Grimoires seit etwa dem Jahr 1500 belegt und zum Beispiel durch das Huld-Manuskript von 1860 und den Galdrastafir-Manuskripten von Jónas Jónasson aus dem frühen 20. Jahrhundert überliefert. Die meisten Zeichen stammen ursprünglich aus dem 17. Jahrhundert und wurden von späteren Manuskript-Verfassern nachgezeichnet, teilweise mit mehr oder weniger Abänderungen der Bezeichnungen, Abbildungen und Beschreibungen.
Die Galdrastafir wurden in der isländischen Magie in erster Linie zum Selbstschutz, teilweise jedoch auch, um andere Menschen zu schädigen, verwendet. Den Zeichnungen sind meistens genaue Anweisungen über die Anwendung der einzelnen Zeichen beigefügt, um die angebliche Wirkungsweise zu gewährleisten. Der in unserer Zeit bekannteste Galdrastafur ist der Vegvísir, der unter anderem auf Schmuck, Amuletten und Bekleidung so wie als Tattoo verwendet wird; jedoch ist die heutige Interpretation etlicher alter isländischer magischer Zeichen hinsichtlich Wirkungsweise und Herkunft eine andere als die ursprüngliche Bedeutung.

## Herkunft

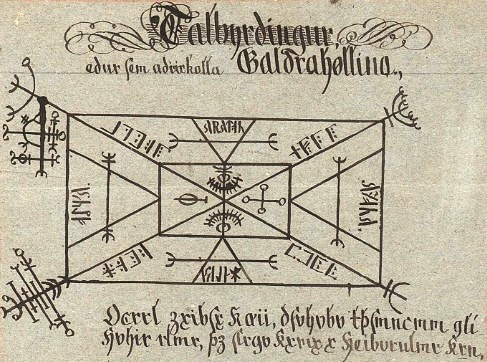
Talbyrdingur im Huld-Manuskript: auffallende Ähnlichkeit zu Darstellungen im Kabbala-Grimoire Sepher Raziel HaMalach aus dem 13. Jahrhundert

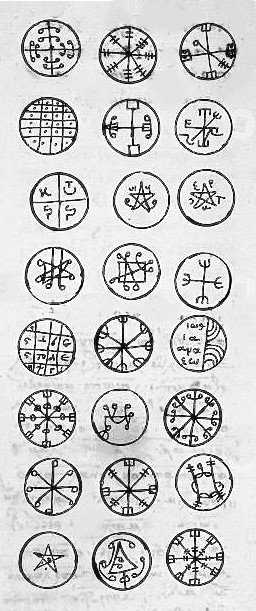
Auffällige Ähnlichkeiten zu manchen Galdrastafir: magische Symbole aus der Hygromanteia-Handschrift von etwa 1450

Die Magie in Island wurde von einer Menge verschiedener Einflüsse geprägt. Trotz häufiger Verwendung von Runen bei der Beschreibung der Galdrastafir sowie deren isländischer Namen ist ihre Herkunft und Tradition mit Sicherheit nicht in Island oder Skandinavien zu sehen. Die Einflüsse kommen vielmehr aus dem christlichen und jüdischen Mystizismus Europas.
Die Form der magischen Zeichen „scheint auf eine Kontinuität in der Rezeption und Weitergabe kabbalistischer Inhalte hinzuweisen.“ Das System, das hauptsächlich aus quadratischen Figuren, die gerade Linien verbinden, besteht, ist „keineswegs die Erfindung eines Isländers. Es weist vielmehr eine auffallende Ähnlichkeit mit dem System eines mittelalterlichen kabbalistischen Grimoires namens Sefer Raziel HaMalakh auf... Dank einer lateinischen Übersetzung aus dem 13. Jahrhundert (Liber Razielis Archangeli) erfreute sich das Werk in ganz Europa großer Beliebtheit und fand schließlich seinen Weg nach Island.“
Eine „verblüffende Ähnlichkeit“ mancher isländischer Galdrastafir bestehen außerdem zu den Sigillen in dem in Altgriechisch verfassten Grimoire und Pseudepigraph Hygromanteia (auch „Magische Abhandlung Salomos“), das bereits etwa 1450 verfasst wurde.

## Anwendung
Die isländischen magischen Zeichen wurden auf den Körper gemalt, als Gravur auf Amuletten verwendet und in verschiedene Dinge wie Käse (zum Beispiel der Fengur) eingeritzt. Das jeweilige Zeichen sollte zum Beispiel Schutz und Bewahrung geben, Diebe aufspüren und zur Rechenschaft ziehen (zum Beispiel Þórshamar), Feinde verwirren und sie zu ängstigen, Unsichtbarkeit hervorrufen, gegen Angst vor Dunkelheit helfen, die Liebe einer Frau gewinnen oder Glück bringen.
Der weitaus überwiegende Teil der Abbildungen enthält präzise Anweisungen zur Verwendung der Zeichen. Die Galdastrafir waren nicht nur allein für die Abzeichnung auf Pergament oder Papier vorgesehen, sondern auch für eine dreidimensonale Verwendung. Es werden auch die zu benützenden Materialien (bei Amuletten Holz oder Blei) und Werkzeuge sowie die exakten Positionen erwähnt, wo und wie sie in einem Raum aufgestellt werden sollten. Auch auf die richtige Art der Beschriftung und des Tragens am Körper wird eingegangen.

## Einteilung der Galdrastafir nach der Form
Die Galdrastafir kann man gemäß dem australischen und auf die Galdrastafir spezialisierten Wissenschaftler Justin Foster in fünf Gruppen einteilen.

### Asymmetrische Formen
Bei den asymmetrischen Formen handelt es sich um die älteren isländischen magischen Zeichen, die kaum christlich beeinflusst sind. Sie weisen normalerweise gerade Linien auf, die sich mit anderen Linien oder auch kleinen Formen schneiden.

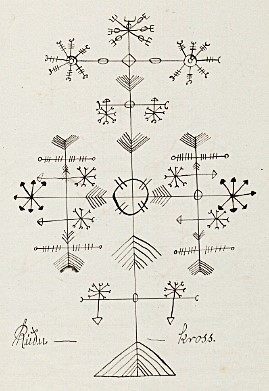
Beispiel für „Superzeichen“: Rúðukross – Rún-Manuskript 1928

### Symmetrische Formen
Diese Galdrastafir sind später entstanden und von der Form her schöner und ansprechender. Ihre Formen reichen von sehr einfachen bis zu sehr aufwändigen und umfassenden Formen. Christliche und heidnische Elemente sind bei symmetrischen Galdrastafir vermischt, andere haben einen ausschließlich christlichen Bezug.

### Runen und runenähnliche Zeichen
Manche Galdrastafir verwenden tatsächliche Runenzeichen in Verbindung mit runenähnlichen Zeichen, deren Bedeutung unbekannt und unklar ist. Manche Runenzeichen sind als Geheimrunen nach einem bestimmten System verschlüsselt.

### Insignien
Die meisten Insignien sind unter christlichem Einfluss entstanden und sind mit Namen aus dem Alten Testament und dem Neuen Testament bezeichnet. So gibt es unter vielen anderen zum Beispiel Salómons Insigli und Daviðs Insigli (Huld-Manuskript) oder auch Jóhannesar innsigli und Jésu Krists innsigli (Galdrastafir-Manuskript I von Jónas Jónasson). Viele dieser Art Galdrastafir haben auch  die Bezeichnung Róðukross („Kreuz“ im christlichen Bereich).

### „Superzeichen“
Diese „Superzeichen“ „sind die komplexesten und oft auch die schönsten Symbole.“ Sie haben vorwiegend Schutzfunktion vor dem Bösen. Oft sind diese kunstvollen Gebilde christlichen Heiligen gewidmet.

### Beispiele für die unterschiedlichen Formen

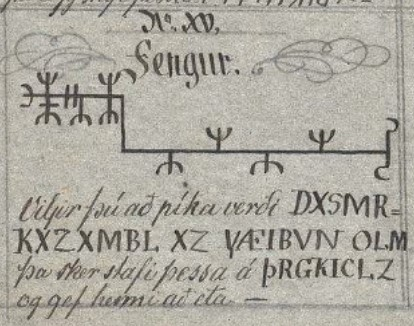
Fengur - asymmetrisch
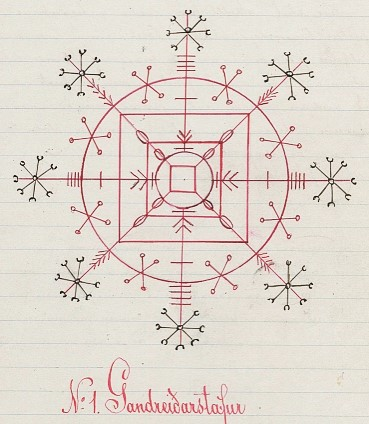
Gandreiðarstafur – symmetrisch
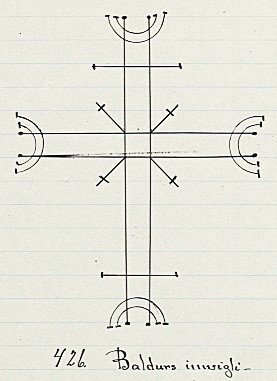
Baldurs innsigli – Insigne, auch symmetrisch
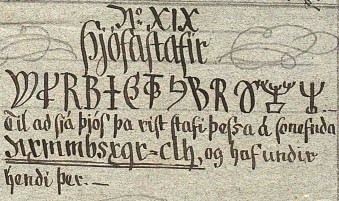
Þjófastafir – runenähnliche Zeichen